# Kyphosichthys grandei
Kyphosichthys grandei è un pesce osseo estinto, appartenente ai ginglimodi. Visse nel Triassico medio (Anisico, circa 244 milioni di anni fa) e i suoi resti fossili sono stati ritrovati in Cina.

## Descrizione
I fossili di questo pesce indicano che possedeva una forma pressoché tondeggante del corpo; nella parte immediatamente dietro il cranio era presente una gibbosità molto elevata. Il corpo di Kyphosichthys era ricoperto da pesanti scaglie ganoidi. Era presente una sola pinna dorsale molto arretrata, mentre il cranio possedeva una forma alta e corta.

## Classificazione
Kyphosichthys è stato descritto per la prima volta nel 2011, sulla base di alcuni fossili ben conservati rinvenuti nella formazione Guanling, nella zona di Luoping (Yunnan, Cina). Kyphosichthys appartiene ai ginglimodi, un gruppo di pesci ossei molto diffusi durante il Giurassico e il Cretaceo, e attualmente rappresentati dai soli lepisostei. Secondo un'analisi cladistica, questo animale sarebbe il più antico rappresentante dei ginglimodi dal corpo alto e discoidale. La stessa analisi cladistica ha evidenziato come i ginglimodi siano più strettamente imparentati con gli alecomorfi (come l'attuale Amia calva) che con i teleostei.

## Paleoecologia
Analisi comparative con alcuni pesci attuali dal corpo alto e stretto indicano che Kyphosichthys non era un nuotatore veloce, ma poteva manovrare in modo eccellente e rappresentava un adattamento morfologico a un habitat strutturalmente complesso come quello dei reefs.